# 佩恩冰川
佩恩冰川（英語：Payne Glacier），是南極洲的冰川，位於埃爾斯沃思地，處於埃文斯半島北部，終點在沃爾登角以東，由美國南極名稱諮詢委員會命名，現時由南極條約體系管理。